# شرط می‌بندم به من فکر می‌کنی
«شرط می‌بندم بهم فکر می‌کنی» (انگلیسی: I Bet You Think About Me) ترانه‌ای از تیلور سوئیفت، خواننده-ترانه‌سرای آمریکایی است که کریس استیپلتون، خوانندهٔ آمریکایی، او را در آن همراهی می‌کند. این ترانه سوئیفت به همراه لوری مک کنا نوشته و آن را با همکاری آرون دسنر تهیه کرده‌است. این ترانه در سبک پاپ کانتری و فولک-پاپ ساخته شده که با سازدهنی اجرا می‌شود و اشعار آن سبک زندگی یک معشوقهٔ سابق را به سخره می‌گیرد. منتقدان هارمونی آوازی استپلتون و ترانه‌سرایی سوئیفت را مورد ستایش قرار دادند.
«شرط می‌بندم بهم فکر می‌کنی» در ۱۵ نوامبر ۲۰۲۱ توسط ریپابلیک رکوردز و ام سی ای نشویل به‌عنوان تک‌آهنگ اصلی از دومین آلبوم دوباره ضبط‌شده سوئیفت، سرخ (نسخه تیلور) (۲۰۲۱) در قالب‌های رادیویی کانتری آمریکایی پخش شد. موزیک ویدیوی همراه این ترانه در همان روز در ساعت ۱۰ صبح به وقت شرقی در یوتیوب پخش شد که توسط سوئیفت و بازیگر آمریکایی بلیک لایولی نوشته شده‌است و توسط بلیک لایولی در اولین تجربهٔ خود کارگردانی شده‌است.